# Calhoun (Louisiane)
Pour les articles homonymes, voir Calhoun.
Calhoun est une census-designated place de la paroisse d'Ouachita, en Louisiane, aux États-Unis. 